# Regnet faller utan oss
Regnet faller utan oss är ett musikalbum av Sofia Karlsson, utgivet 15 oktober 2014. Det spelades in i Nidaros studio i Trondheim i Norge och är producerat av Espen Lind och Bjørn Nessjø. Majoriteten av låtarna har komponerats av Sofia Karlsson och Andreas Mattsson, ibland i samarbete med ytterligare någon kompositör eller textförfattare.

## Låtlista
1. "Du ska få lov" (Sofia Karlsson/Andreas Mattsson) – 3:42
2. "Gå inte ensam in" (Sofia Karlsson/Henning Kvitnes) – 5:05
3. "Tyst mitt hjärta" (Sofia Karlsson/Andreas Mattsson) – 2:21
4. "Tåget" (Sofia Karlsson/Andreas Mattsson) – 5:10
5. "Jag förlåter Danmark" (Sofia Karlsson/Andreas Mattsson) – 3:16
6. "Dalarna från ovan" (Sofia Karlsson/Andreas Mattsson/Staffan Lindfors/Espen Lind) – 3:16
7. "Lisa lill" (Sofia Karlsson/Andreas Mattsson) – 5:25
8. "Mörka vatten" (Boo Hewerdine, svensk text: Sofia Karlsson/Mats Klingström) – 3:41
9. "Mon amour" (Sofia Karlsson/Andreas Mattsson) – 4:07
10. "Regnet faller utan oss" (Sofia Karlsson) – 4:07

## Medverkande
- Sofia Karlsson – sång, elgitarr, akustisk gitarr, traversflöjt
- Dan Berglund – kontrabas
- Ian Carr – akustisk gitarr
- Henrik Cederblom – elgitarr
- Niclas Frisk – akustisk gitarr, elgitarr
- Emma de Frumerie – violin
- Martin Hederos – piano, orgel, vibrafon
- Sara Isaksson – kör
- Espen Lind – akustisk gitarr, elgitarr, elbas, dulcimer, kör
- Per Lindvall – trummor, percussion
- Sven Lindvall – elbas
- Sofie Livebrant – piano, sång
- Gustaf Ljunggren – elgitarr, elbas, mandolin, mandolingitarr, leksakspiano, basklarinett, blås
- Petra Lundin – cello
- Mia Marin – fiol
- Bjørn Nessjø – elbas
- Nina Ramsby – flygelhorn
- Lisa Rydberg – fiol
- Geir Sundstøl – elgitarr, marxophon, cittra, pedal steel, mellotron, banjo, casio, omnichord, dobro, 6-strängad bas, munspel
- Nicci Notini Wallin – trummor

## Mottagande
Skivan fick ett blandat mottagande när den kom ut med ett snitt på 3,6/5 baserat på nio recensioner.

## Listplaceringar
| Lista (2014) | Topplacering |
| ------------ | ------------ |
| Sverige      | 2            |

### Fotnoter
1. ↑  ”Regnet faller utan oss”. Svensk mediedatabas. 27 februari 2014. http://smdb.kb.se/catalog/id/003531488. Läst 23 oktober 2014.
2. ↑  ”Regnet faller utan oss”. Kritiker.se. http://kritiker.se/skivor/sofia-karlsson/regnet-faller-utan-oss/.
3. ↑  Placeringar på den svenska albumlistan